# Exit Wounds (The Wallflowers)
Exit Wounds è il settimo album in studio del gruppo musicale statunitense The Wallflowers, pubblicato il 9 luglio 2021.
È il primo in nove anni dall'uscita di Glad All Over (2012). L'album ha debuttato nella 183 posizione della Billboard 200 degli Stati Uniti. Nella classifica delle migliori vendite di album di Billboard ha debuttato al n 3, rendendolo l'album con le classifiche più alte della band. È stato pubblicato dalla New West Records il 9 luglio 2021. I cori della cantautrice Shelby Lynne sono presenti in quattro tracce. "Roots and Wings" è stato pubblicato come primo singolo il 9 aprile 2021.

## Descrizione
Sebbene l'album sia stato scritto e terminato prima della pandemia di COVID-19, Jakob Dylan ha detto che non voleva pubblicarlo in un periodo di tale incertezza e sofferenza. Parlando con Uproxx delle origini dell'album, ha detto "queste canzoni sono state scritte prima del Covid, ma abbiamo ancora avuto il fuoco dei cassonetti di tutto ciò che stava accadendo prima". Dylan ha notato che sebbene non lo consideri essendo un album politico, l'attualità negli Stati Uniti ha sicuramente avuto un impatto sulla sua scrittura. Come ha sottolineato in Consequence, la perseveranza nonostante i tempi turbolenti è uno dei temi principali dell'album. Questo tema è particolarmente degno di nota nel brano I'll Let You Down (But I Will Not Give You Up), che utilizza un "bus ribelle" come metafora dello sconvolgimento sociale negli Stati Uniti, ma presenta un ritornello pieno di speranza con Shelby Lynne che canta l'armonia.

## Accoglienza
Exit Wounds ha ricevuto un punteggio di 72 su 100 da Metacritic, indicando "recensioni generalmente favorevoli". Mojo gli diede quattro stelle su cinque e lo definì "il miglior lavoro originale di Dylan". In una recensione per lo più positiva, American Songwriter ha scritto che "il suono è più snello, un po' meno ruvido intorno ai bordi e anche solidamente sincronizzato". La recensione di Rolling Stone è stata mista, dando all'album tre stelle su cinque e scrivendo che Dylan "può evocare un Warren Zevon dalle sfumature americane, burbero ma tenero, con le migliori canzoni con la voce empatica di Shelby Lynne".

## Tracce
1. Maybe Your Heart's Not In It No More (w Shelby Lynne) – 5:00
2. Roots and Wings – 3:54
3. I Hear the Ocean (When I Wanna Hear Trains) – 4:29
4. The Dive Bar In My Heart – 3:31
5. Darlin' Hold On (w Shelby Lynne) – 3:42
6. Move the River (w Shelby Lynne) – 4:28
7. I'll Let You Down (But I Will Not Give You Up) (w Shelby Lynne) – 4:04
8. Wrong End of the Spear – 4:06
9. Who's That Man Walking 'Round My Garden? – 2:58
10. The Daylight Between Us – 3:44

## Formazione
- Jakob Dylan - voce, chitarra
- Rami Jaffee - tastiere
- Greg Richling - basso, percussioni, voce
- Stuart Mathis - chitarra, voce
- Jack Irons - batteria, percussioni